# Sonja Fuss
Pour les articles homonymes, voir Fuss.
Sonja Beate Fuss est une footballeuse allemande née le 5 novembre 1978 à Bonn. Elle évolue au poste de défenseur au FC Zürich Frauen et en équipe d'Allemagne.
Avec l'Allemagne, Sonja remporte la Coupe du monde féminine 2003 puis celle de 2007. Également avec sa sélection nationale elle se voit sacrée championne d'Europe en 1997, en 2005 et en 2009.
Sonja possède 68 sélections (3 buts) en équipe d'Allemagne de 1996 à 2010, et 19 sélections en équipe d'Allemagne des moins de 19 ans.

## Carrière
- ?-2004 : FFC Brauweiler Pulheim 2000 et Université de Hartford
- 2004-2005 : FSV Francfort
- 2005 : 1.FFC Turbine Potsdam
- 2005-2006 : FFC Brauweiler Pulheim 2000
- 2006-2009 : FCR 2001 Duisburg
- 2009-2010 : 1. FC Cologne
- 2011 : FCR 2001 Duisburg
- 2011- : FC Zürich Frauen

## Palmarès
- Vainqueur de la Coupe du monde féminine 2003 avec l'équipe d'Allemagne
- Vainqueur de la Coupe du monde féminine 2007 avec l'équipe d'Allemagne
- Championne d'Europe : 1997, 2005 et 2009.
- Médaille de Bronze aux Jeux olympiques d'Athènes en 2004
- Championne d'Allemagne en 1997 avec le SV Grün-Weiß Brauweiler
- Vainqueur de la Coupe d'Allemagne féminine en 1997 avec le SV Grün-Weiß Brauweiler, en 2005 avec le Turbine Potsdam et en 2009 avec le FCR 2001 Duisburg
- Vainqueur de la Coupe UEFA féminine en 2005 avec le Turbine Potsdam et en 2009 avec le FCR 2001 Duisburg